# アカメイヌビワ
アカメイヌビワ（赤芽犬枇杷、学名：Ficus benguetensis）はクワ科イチジク属の常緑小高木。図鑑では別名コウトウイヌビワともされるが、YListはコウトウイヌビワを別種F. cumingiiの和名とし、混乱を招くため推奨されない。

## 特徴
雌雄異株。高さ5–10 m。葉は長さ15–25 cm、長楕円形～倒卵形で全縁、互生し、葉先が短く突き出るが先は鈍い。オオバイヌビワやギランイヌビワに似るが、本種は新葉が赤褐色を帯び、葉柄が1–3 cmと短く有毛で、葉の最大幅が中央より先端側にある点で判別可能。果嚢は径1.5–2 cmの緑色で通年みられ、葉腋にもつくが、幹に密集してこぶ状につくことも多い。葉腋の果柄は2–10 mm、幹上の果柄は10–20 mm。

## 分布と生育環境
奄美群島以南の、宮古島を除く南西諸島各地、国外は台湾・フィリピンに分布。
主に非石灰岩の山地に生え、谷沿いに多い。低地に生えるともされる。

## 利用
材は軽軟で脆弱、用材・薪炭の価値は低いがキクラゲのホダ木に適し、葉は緑肥・飼料用とされる。